# 阿米蒂 (密蘇里州)
阿米蒂（英語：Amity）是位於美國密蘇里州迪卡爾布縣的村。

## 人口
根據2020年美國人口普查的數據，阿米蒂的面積為0.45平方千米，皆為陸地。當地共有人口26人，而人口密度為每平方千米58人。